# Biserna reka
Biserna reka, znana tudi po kitajskem imenu Džudžjang ali Džu Džjang v mandarinskem pinjinu ali Ču Kiangu in prej pogosto znana kot Kantonska reka, je obsežen rečni sistem v južni Kitajski. Ime Biserna reka se pogosto uporablja tudi kot vseobsegajoče povodje rek Ši ('zahod'), Bei ('sever') in Dong ('vzhod') v Guangdongu. Vse te reke veljajo za pritoke Biserne reke, ker imajo skupno delto, delto Biserne reke. Merjeno od najbolj oddaljenih delov reke Ši je 2400 kilometrov dolg sistem Biserne reke tretja najdaljša reka na Kitajskem za reko Jangce in Rumeno reko ter druga največja po prostornini za Jangcejem. 453.700 km² veliko porečje Biserne reke (珠江流域) odmaka večino Ljangguanga (provinci Guangdong in Guangši), kot tudi dele Junana, Guidžova, Hunana in Džjangšija na Kitajskem; prav tako odmaka severne dele vietnamskih severovzhodnih provinc Cao Bằng in Lạng Sơn.
Ime Biserna reka (Džu Džjang) se ne nanaša na sistem kot celoto, temveč tudi na določeno vejo znotraj sistema. Ta Biserna reka je najširši pritok znotraj delte, čeprav izrazito kratek. Vode, ki se stekajo vzhodno od Bei Džjanga, se najprej imenujejo Biserna reka severno od Guangdžoua. Biserna reka je znana kot reka, ki teče skozi Guangdžou. Izliv Biserne reke, Bocca Tigris, se redno poglablja, da ostane odprta za oceanska plovila. Ustje Biserne reke tvori velik zaliv na jugovzhodu delte, estuarij Biserne reke, Bocca Tigris ločuje Šizijang na severu, Lingdingjang na jugu in Džjudžoujang na južni konici estuarija, ki ga obdaja arhipelag Vanšan. Ta zaliv ločuje Makav in Džuhai od Hongkonga in Šendžena.
Biserna reka je tako poimenovana zaradi školjk biserne barve, ki ležijo na dnu reke na delu, ki teče skozi mesto Guangdžou. Po reki so poimenovane številne blagovne znamke, na primer pivovarna Džudžjang (Guangdžou), ki je ena od treh največjih domačih pivovarn na Kitajskem, in Pearl River Bridge (Guangdžou) kot priljubljen proizvajalec hrane. 500 kV daljnovod, obešen na treh najvišjih stebrih na svetu, stebrih Pearl River Crossing, prečka reko blizu njenega izliva.

## Galerija
- Pogled čez reko Ši ('Zahodna reka') od Džaočinga do Gaojao
- Biserna reka ponoči, Guangdžou
- Pogled na most Humen Pearl River s trdnjave Dženjuan
- Otoka Džuhai in Džjudžou, pogled z otoka Jeli ob ustju Biserne reke

## Nekatera naselja ob reki
- Liudžou
- Guilin
- Donguan
- Fošhan
- Džuhai
- Panju
- Džongšan
- Guangdžou
- Hongkong
- Makav
- Šendžen
- Vudžou
- Džaočing
- Naning
- Guiping
- Baise

## Prečkanja
- most Guangdžou (maj 1985)[3]
- most Haijin (december 1988)[4]
- most Haidžu (25. marec 1950)
- most Hongkong-Džuhai-Makav (6. februar 2018) je 55-kilometrski sistem most-predor, ki ga sestavlja niz treh mostov z vrvmi, podmorski predor in štirje umetni otoki. To je hkrati najdaljši prehod morja.[5]
- most Huanan
- most Humen (9. junij 1997) - kombinacija visečega mostu (glavni razpon 888 m) in segmentnega betonskega odseka.[6]
- most Hedong (1998)[7]
- most Huangpu (16. december 2008) - kombinacija visečega in mostu s poševnimi zategami.[8]
- most Džjangvan
- most Džjefang (Februar 1998) - dva viseča mostova
- most Nanša (2. april 2019)
- most Padžou
- most Renmin (1967)
- predor Šizijang (26. december 2011) - 10,8 km dolg železniški predor je del 140 kilometrov dolge proge za visoke hitrosti. Je zasnovan za hitrosti do 350 km/h (običajno 250 km/h med delovanjem) - najhitrejši podvodni predor na svetu.[9]
- most Šinguang (2008) - ima glavni razpon 428 metrov, zaradi česar je eden izmed desetih najdaljših razponov ločnih mostov na svetu.[10]
- most Jadžjša (2000) - z glavnim razponom 360 m je med najdaljšimi ločnimi mostovi na svetu.[11]
- most Šendžen–Džhongšan (v gradnji - predviden 2024) - je sestavljen iz niza mostov in predorov, ki se začnejo od mednarodnega letališča Bao'an na strani Šendžen